# Demonax proximus
Demonax proximus är en skalbaggsart som beskrevs av Holzschuh 1991. Demonax proximus ingår i släktet Demonax och familjen långhorningar.
Artens utbredningsområde är Burma. Inga underarter finns listade i Catalogue of Life.